# Jelena Ribakina
Jelena Andrejevna Ribakina (rus. Елена Андреевна Рыбакина, Moskva, 17. lipnja 1999.) kazahstanska je tenisačica ruskog podrijetla. 
Kao juniorka, Ribakina je dosegla najbolji rezultat karijere kao treća u juniorskom poretku, natjecala se na dva juniorska velika polufinala i osvojila titulu razreda A na Trofeju Bonfiglio 2017.
Rođena u Rusiji i igrajući za Rusiju, Ribakina je odlučila nastupati za Kazahstan u lipnju 2018., nakon što je mjesec dana ranije prvi put ušla među 200 najboljih tenisačica. Prije promjene nije imala individualnog trenera kao juniorka i nije angažirala trenera sve do početka 2019. Njezin prvi veći uspjeh na WTA Touru došao je sredinom 2019., kada je osvojila i prvi WTA Tour naslov na Bukurešt Openu kao i njezin debi među 100 najboljih. Ribakina je napravila iskorak u sezoni 2020., tijekom koje je imala pet finala, uključujući četiri u svojih prvih pet natjecanja u godini. Poznata je po svom izvrsnom servisu i može generirati snažne udarce s tla. Ona prvenstveno igra s osnovne linije.
Njen najbolji plasman u pojedinačnoj karijeri bilo je 3. mjesto WTA ljestvicee, što je čini prvom Kazahstankom koja je rangirana među 10 najboljih na svijetu i trenutnom broj 1 kazahstanskom tenisačicom. Ribakina je također prva tenisačica iz Kazahstana koja je osvojila Grand Slam naslov, pobijedivši na Wimbledonu u pojedinačnoj konkurenciji 2022. godine. Ribakina je do sada osvojila osam naslova na WTA Touru, uključujući dva WTA 1000 naslova, na Indian Wells Openu 2023. i Italian Openu 2023.
Početkom studenoga 2024. objavljeno je da joj je novi trener proslavljeni hrvatski tenisač Goran Ivanišević.